# Камполемизи (Лука)
Камполемизи је насеље у Италији у округу Лука, региону Тоскана.
Према процени из 2011. у насељу је живело 43 становника. Насеље се налази на надморској висини од 636 м.